# 원공국사
원공국사(930-1018)는 고려 광종 때의 승려이다.

## 생애
고려 초기의 천태학승(天台學僧)으로, 속성(俗姓)은 전주(全州) 이씨(李氏), 자(字)는 신칙(神則)이다. 8세에 사나사(舍那寺)에 머물고 있던 인도승(印度僧) 홍범삼장(弘梵三藏)에게 출가하였다. 홍범삼장이 인도로 돌아가자 광화사(廣化寺) 경철(景哲)에게 수업하여 946년(고려 정종 1년) 영통사(靈通寺) 관단(官檀)에서 구족계(具足戒)를 받았다. 953년(고려 광종 4년) 희양산(曦陽山)의 형초선사(逈超禪師) 밑에서 수행하였고, 954년 승과(僧科)에 합격하였다. 959년 고려 광종의 환대를 받으며 오월국(吳越國)으로 유학하여 영명사(永明寺) 연수(延壽)에게 법안종을 배웠고, 961년 국청사(國淸寺) 정광(淨光)에게 '대정혜론(大定慧論)'을 배워 천태교(天台敎)를 전수받았다. 968년 전교원(傳敎院)에서 '대정혜론'과 '법화경(法華經)'을 강의하여 명성을 떨쳤다. 1012년(고려 현종 3년) 왕사(王師)가 되었다.

## 법안종
법안종은 법안문익 스님이 창시하여 천태덕소, 영명연수에게 법이 전해졌다. 왕건의 셋째아들이자 4대 왕인 고려 광종이 법안종 3대 조사인 영명연수 스님을 사모하여 학승 36명을 중국에 유학시켰다. 그 중 원공국사 지종이 영명연수로부터 법을 받아 고려에 전했다. 중국에서는 법안종이 쇠퇴하여 임제종에 흡수되었으나, 고려에서는 크게 발달한다. 당시 법안종 승려로서 중국에 유학하고 돌아온 사람들로는 도봉 혜거국사, 적연국사 영준, 진관국사 석초 등이 있다.

## 같이 보기
- 거돈사지 원공국사탑비 - 대한민국 보물 제 78호
- 거돈사지 원공국사탑 - 대한민국 보물 제 190호